# Bulbophyllum mulderae
Bulbophyllum mulderae là một loài phong lan thuộc chi Bulbophyllum.